# Norfolk-Erdtaube
Die Norfolk-Erdtaube (Pampusana norfolkensis, Syn.: Alopecoenas norfolkensis, Gallicolumba norfolciensis) ist eine ausgestorbene Taubenart aus der Gattung der Indopazifischen Erdtauben. Sie war endemisch auf der Norfolkinsel.

## Beschreibung
Die Norfolk-Erdtaube ist durch eine Beschreibung des Ornithologen John Latham, eine Zeichnung von John Hunter aus dem Jahre 1790 sowie von vier fossilen Knochen bekannt, die 1985 und 1997 in der Cemetery Bay und der Emily Bay auf der Norfolkinsel gefunden wurden. Nach Lathams Beschreibung war die Norfolk-Erdtaube etwa 35 Zentimeter groß. Kopf, Nacken und Brust waren weiß. Die Unterseite und der Schnabel waren schwarz. Der Schwanz war purpurschwarz und die Beine rot. Nach Berechnungen des neuseeländischen Paläozoologen Richard N. Holdaway erreichte die Norfolk-Erdtaube ein Gewicht von 200 Gramm.

## Aussterben
Als die Europäer 1774 die Norfolkinsel besiedelten, fanden sie Vogelarten vor, die keinerlei Scheu zeigten. Innerhalb kurzer Zeit wurde die Norfolk-Erdtaube durch Überjagung und eingeführte Säugetiere ausgerottet. Gegen Ende des 18. Jahrhunderts wurde sie nicht mehr nachgewiesen.

## Systematik
Die taxonomische Stellung und Validität der Norfolk-Erdtaube ist umstritten. Als John Latham 1801 die wissenschaftliche Erstbeschreibung zu Columba norfolciensis veröffentlichte, bezog er sich nur teilweise auf John Hunters Zeichnung. Da kein Typusexemplar vorlag, wählte er vermutlich eine Kombination aus der Weißbrusttaube (Columba leucomela) (ein Irrgast auf der Norfolkinsel) und der Braunkappen-Glanztaube (Chalcophaps longirostris), die vermutlich auf die Norfolkinsel eingeführt wurde. Durch die unsichere Identität und den verwirrenden Gebrauch von Lathams Binomen sah sich die ICZN-Kommission 2010 dazu veranlasst, den wissenschaftlichen Namen Columba norfolciensis offiziell zu unterdrücken. Dieser Auffassung folgten der IOC und die IUCN im Jahr 2014 und strichen die Norfolk-Erdtaube von ihrer Liste der validen Arten. Hinsichtlich Hunters Zeichnung und des vorhandenen subfossilem Materials könnte es sich bei Norfolk-Erdtaube um eine bisher unbeschriebene Art handeln, die aufgrund der Aufspaltung der Gattung Gallicolumba im Jahr 2011, heute der Gattung Alopecoenas zuzuordnen ist. 2015 wurde Alopocoenas norfolkensis von Joseph Michael Forshaw formal neubeschrieben.